# Cuarta edad
La expresión cuarta edad hace referencia a la última fase de la vida de las personas que alcanzan una vejez avanzada. Habitualmente se considera su comienzo a partir de los 80 años de edad, que, según la geriatra Pilar Mesa Lampre, representan «el umbral del cambio». La gran mayoría de estas personas sufre enfermedades crónicas altamente discapacitantes, como el mal de Alzheimer, psiquiátricas: u otro tipo de demencias, o motoras: artrosis, lo cual en muchos casos las hace dependientes tanto de su familia y entorno afectivo como de la atención sociosanitaria. Así, en España, casi la mitad de las personas mayores de 80 años padece algún grado de discapacidad.
En las sociedades desarrolladas la esperanza de vida está en aumento continuo. Por ello en estos países el porcentaje de personas mayores de 80 años es cada vez mayor. Por ejemplo, en 2003, en España, 1 756 844 habitantes superaban esta edad. En 2005 ya eran 1 903 756. A la vez, también se incrementan la edad media de estos individuos y la cantidad de hogares unipersonales habitados por octogenarios, normalmente mujeres, por su mayor longevidad.

## Umbral del cambio
Gracias a las mejoras en los estilos de vida y a la atención sanitaria, cada vez es más frecuente que personas encuadradas en el grupo de edad tradicionalmente asociado a la ancianidad, la tercera edad, se encuentren en plenitud de facultades físicas y mentales por encima de los 65, los 70 o incluso los 75 años. Sin embargo, hacia los 80 años es frecuente que comiencen a acumularse patologías degenerativas y crónicas, que hace años surgían en grupos etarios menores, pero que hoy se retrasan hasta este límite de edad.
En ese momento de umbral, simultáneamente o en un breve lapso, se manifiestan varias patologías, lo cual suscita en la persona un grave cambio físico, psíquico y emocional, al que se ha vinculado la entrada en esta otra fase de la vida: la «cuarta edad».

## Características del envejecimiento avanzado
Según Rowe y Kahn, el envejecimiento humano es:
- Lineal. Proceso que se va produciendo a lo largo de toda la vida y que, en determinado momento, cristaliza.
- Inevitable. No puede detenerse; termina solo con la muerte del individuo.
- Variable. No tiene por qué ser semejante en personas nacidas en épocas y situaciones idénticas.
- Asíncrono. En cada órgano ocurre diferente ritmo de desgaste.

Aunque el proceso de envejecimiento sea variable según gran diversidad de condiciones de las personas, en el envejecer avanzado propio de la cuarta edad hay una serie de rasgos comunes:
- Deterioro de las funciones físicas por el desgaste provocado a lo largo de los años vividos.
- Menor adaptabilidad al cambio, por disminución de la versatilidad orgánica y psicológica.
- Mayor posibilidad de padecer enfermedades agudas, pues el organismo y la psicología son más vulnerables.
- Reducción de la capacidad de ser autónomo.
- Tendencia al aislamiento, por carecer de recursos psicológicos para seguir la corriente social dominante.
- Sensación de acabamiento por tener menor vitalidad y por suposición de muerte cercana.

## Enfermedades asociadas
Evaluados según órganos, sistemas y aparatos, los cuadros patológicos que más a menudo aparecen en el anciano avanzado son:
- Aparato digestivo: reflujo gastroesofágico, úlcera gastroduodenal, colecistopatía calculosa, colecistitis, cáncer colorrectal.
- Aparato respiratorio: neumonía, gripe, bronquitis crónica, enfisema, enfermedad pulmonar obstructiva crónica, cáncer de pulmón.
- Aparato circulatorio: infarto agudo de miocardio, angina de pecho, insuficiencia cardíaca, enfermedad embólica, hipertensión arterial, hipotensión ortostática, arterioesclerosis obliterante, tromboflebitis, síndrome varicoso.
- Sistema nervioso: enfermedad de Alzheimer, demencia senil, enfermedad de Parkinson, accidente cerebrovascular con hemiplejía, epilepsia, neuropatía periférica.
- Aparato sensorial: cataratas, glaucoma, sordera, síndrome vertiginoso.
- Aparato urinario: hiperplasia prostática, incontinencia urinaria, cáncer de próstata, litiasis urinaria, cáncer de vejiga, insuficiencia renal.
- Sistema osteoarticular: artrosis, fracturas, osteoporosis, artritis metabólica, enfermedad de Paget.
- Sistema endocrino: diabetes, hipotiroidismo, deshidratación, hipocalcemia, obesidad, malnutrición.
- sistema psíquico: depresión, ansiedad, síndrome delirante.

## Cuidados específicos
En la cuarta edad de las personas varía el planteamiento sociosanitario. El objetivo prioritario es no solo alargar la vida, sino, además, mantener la independencia personal durante el mayor tiempo posible, prolongar la existencia independiente. Para ello es necesario conjugar atenciones desde muy diversos ámbitos:
- Cuidados médicos.
- Cuidados interdisciplinarios para la dependencia.
- Soporte social.
- Ayudas técnicas.
- Ayuda nutricional.
- Apoyo afectivo.
- Protección frente a malos tratos y abusos.